# Didemnum psammatodes
Didemnum psammatodes is een zakpijpensoort uit de familie van de Didemnidae. De wetenschappelijke naam van de soort werd in 1895 als Leptoclinum psammatodes voor het eerst geldig gepubliceerd door Sluiter.

## Verspreiding
Didemnum psammatodes is een koloniale zakpijp afkomstig uit Noord-Australië en andere tropische en subtropische gebieden in de Indo-West Pacific. Het veronderstelde inheemse verspreidingsgebied van D. psammatodes strekt zich uit over Oost-Afrika tot China, Japan, Fiji, Tonga en Nieuw-Zeeland. Als exoot werd het geïntroduceerd in de Atlantische Oceaan, waar het voor het eerst werd geregistreerd in Guadeloupe in 1980-1981. Sindsdien is het gemeld in verschillende gebieden, waaronder Florida, Texas, Brazilië, Panama, Frans-Guyana, West-Afrika en andere. Het is waarschijnlijk door scheepvaart en rompaangroei naar de Atlantische Oceaan getransporteerd.